# Rarefacción

Ejemplo de rarefacción en la fase de una onda sonora o fonón. Una parte refleja la compresión que experimenta el medio, y la otra su expansión o rarefacción.

Se denomina rarefacción al proceso por el que un cuerpo o sustancia se hace menos denso. Se contrapone al fenómeno de compresión.
Al igual que la compresión, la rarefacción puede propagarse por medio de ondas longitudinales (por ejemplo, ondas sonoras). Una onda de expansión o rarefacción común es el área de baja presión relativa que sigue a una onda de choque (ver imagen). 
Las ondas de rarefacción (expansivas) se alargan con el tiempo (del mismo modo que las olas del mar se extienden al recalar en la playa). Este comportamiento contrasta con el observado en los incrementos de presión, donde las ondas se contraen con el tiempo. En la mayoría de los gases, las ondas expansivas mantienen el mismo perfil general ("forma") durante el movimiento de la ola. Cada parte de la onda viaja a la velocidad del sonido del medio por el cual se transmite.

## Ejemplo
Un ejemplo natural de rarefacción lo encontramos en las capas de la atmósfera terrestre. La gravedad hace que la mayor parte de la masa atmosférica se encuentre próxima al suelo. Ello provoca que en las capas altas de la atmósfera el aire sea menos denso (rarificado) con respecto al aire de capas inferiores. 
Así, "rarefacción" puede referirse tanto a una reducción de la densidad del espacio durante un instante de tiempo, como a una reducción de la densidad de un área concreta a lo largo del tiempo.